# أبو الفتح الأصفهاني
أبو الفتح محمود بن محمد بن القاسم بن الفضل الأصفهاني عالم رياضيات فارسي أصفهاني مسلم عاش في القرن العاشر. ازدهر في عام 982 (بالميلادي) تقريبًا. تَرجم كتاب أبولونيوس عن الهندسة المخروطية إلى العربية ترجمةً أفضل من سابقيها وعلق على الكتب الأولى.